# 신동일 (언어학자)
신동일(申東一, 1967년 12월 14일 ~ )은 대한민국의 응용언어학자이다.
대구 출신으로 경상중학교, 대구고등학교, 중앙대학교 영어영문학과를 졸업했다. 1995년에 아이오와 주립대학교 영어과에서 응용언어학 분야 중 하나인 구술능숙도(spoken proficiency) 평가 분야에서 석사학위를 취득하였으며, 1999년 10월에 Construct validation of a diagnostic L2 listening test: An operational model utilized and multidimensionality issues revisited라는 논문으로 일리노이 대학교 어배너-섐페인에서 박사학위를 취득하였다.
2000-2005년 2월까지 숙명여자대학교 영어영문학과 교수로, 2005년 3월부터 중앙대학교 영어영문학과 교수로 재직 중이다. 언어능력과 사용에 관한 차별적 경험, 부적절한 제도적 관행이 언어교육, 언어(평가)정책에 어떻게 개입하고 왜곡하는지 관심을 가지고 있으며 언어에 관한 개별적인 문제와 결핍을 사회적 질병으로 환기시키고 있다.
호주 ISLPR (International Scale of Language Proficiency Rating, Griffith University, Australia), 영국 ELT and Assessment International Seminar (British Council, UK), Cambridge ESOL YLE (Young Learners of English) Examiner, 미국 ACTFL (American Council of Teachers of Foreign Languages, University of Pennsyvania, USA) 기관 등에서 영어평가 전문가 및 채점자/면접관 훈련 과정을 200시간 이상 이수했다. 숙명여자대학교의 MATE(Multimedia Assisted Test of English), YBM-Sisa의 SEPT(Spoken Engish Proficiency Test), 크레듀가 참여한 OPIc (Oral Proficiency Interview computer), 교통부의 Pilot & Air Traffic Controller 대상 영어말하기능력인증평가, 교육부의 국가영어인증시험 등과 같은 학교, 기업, 국가 단위의 언어시험 개발/시행, 말하기/쓰기교육 콘텐츠개발에 관한 (책임)연구에 참여했다. 2000-2007년에 한국영어평가학회 총무로 일했고, 2007-2009년 동안은 비영리교육단체인 ACTFL((American Councils on the Teaching of Foreign Languages) 한국위원회를 설립하고 위원장을 맡았다. 2008년에 신동일영어평가연구소를 창업해서 영어평가 진단교육 콘텐츠를 학교 밖에서 제작하고 유통시키는 일에 참여했다. 2013년부터 2016년까지는 중앙대학교에서 BK21 PLUS 스토리텔러 교육공동체 사업단장을 맡았다.
연구 분야는 언어평가(개발과 시행), 언어(평가)정책, (비판적) 담화/담론분석, 언어사용과 정체성, 비판적 언어감수성, (다중)언어사회, 미디어와 언어문화, 말하기교육과 스토리텔링 콘텐츠 개발 등이다. 해당 분야로 130여편의 논문을 학술지에 게재했으며 10여권의 단행본과 번역본 중 몇 권은 문화관광부나 대한민국학술원의 우수도서로 선정되었다. 지식 활동의 외연을 넓혀서 의례와 권력이 된 언어평가(문화), 언어평가정책의 오용과 횡포의 문제점을 지적하고 있으며, 그 밖에도 언어(학습)의 테크놀로지화, 시장과 공리적 가치에 잠식된 언어정책, 위험시대의 언어정체성과 권리, 다중언어사회와 언어차별, 민주주의와 언어감수성에 관해서도 비판적 논점을 보태고 있다.

## 저서
- <담론의 이해: 담화, 담론적 전환, 비판적 담론연구> (2022년)
- <앵무새 살리기: 더 좋은 언어사회를 위하여> (2020년)
- 〈접촉의 언어학, 다중언어사회의 교육과 정책〉(공저) (2017년)
- 〈언어평가: 사회적 단면〉(공역) (2013년)
- 〈한국의 영어평가학 4: 사회문화편〉(2012년)
- 〈Now Storytelling 스토리텔링〉 (2010년)
- 〈시험의 권력: 언어시험 사용에 대한 비평적 관점〉(공역) (2010년)
- 〈시험개발의 기술: 시험-문항작성 세부계획서를 기반으로〉(공역) (2009년)
- 〈한국의 영어평가학 3: 스토리텔링편〉(2009년)
- 〈언어교육평가 연구를 위한 FACETS 프로그램: 기초과정편〉(공저) (2009년)
- 〈영어말하기 전략〉 (2008년)
- 〈Hello! OPIc : 영어 말하기 평가의 세계적 기준〉(공저) (2007년)
- 〈영어교육현장연구를 위한 내러티브탐구 방법의 이해〉(공저) (2006년)
- 〈한국의 영어평가학 2: 말하기시험편〉 (2006년)
- 〈Integrating Teaching and Assessment in the EFL Classroom : A practical Guide for Teachers in Korea〉 (2005년)
- 〈메이트 마스터 : Mate Master〉(공저) (2005년)
- 〈언어평가의 이해〉(공저) (2003년)
- 〈한국의 영어평가학 1: 시험개발편〉 (2003년)
- 〈영어청취론〉(공저) (2001년)